# Alte Fahrt (Naturschutzgebiet)
Das Naturschutzgebiet  Alte Fahrt liegt auf dem Gebiet der Stadt Hörstel im Kreis Steinfurt in Nordrhein-Westfalen. Das aus zwei Teilflächen bestehende Gebiet erstreckt sich östlich der Kernstadt Hörstel direkt an dem am südwestlichen Rand vorbeiführenden Mittellandkanal. Nördlich verläuft die Landesstraße L 501, östlich die L 598 und südlich die A 30. Südlich erstreckt sich das 24,1 ha große Naturschutzgebiet Steinbruch Gravenhorst.

## Geschichte
Entstanden ist das Naturschutzgebiet aus der alten Fahrt des Mittellandkanals, welcher westlich eine neue Trasse erhalten hatte. Nachdem die alte Kanalbrücke der Bahnstrecke Löhne–Rheine durch einen Damm ersetzt wurde, ist das heutige Naturschutzgebiet vom noch an den Mittellandkanal angebundenen Stichkanal Ibbenbüren abgetrennt worden. Im Januar 2003 wurde das 800 Meter lange Kanalbett durch mehrere Dämme in kleinere Abschnitte unterteilt.

## Bedeutung
Für Hörstel ist seit 2013 ein 29,64 ha großes Gebiet unter der Kenn-Nummer ST-128 als Naturschutzgebiet ausgewiesen. Das Gebiet wurde unter Schutz gestellt zur Erhaltung, Förderung und Wiederherstellung von Lebensgemeinschaften oder Biotopen wildlebender Tier- und Pflanzenarten; insbesondere zur Erhaltung und Entwicklung von seltenen und gefährdeten Pflanzengesellschaften des offenen Wassers, typischer Verlandungskomplexe, nährstoffarmer Trockenstandorte, Sukzessionsflächen und Gebüsche, sowie naturnaher Waldbestände mit ihren daran angepassten Tier- und Pflanzenarten.